# Albert Pintat Santolària
Albert Pintat Santolària, né le 23 juin 1943 à Sant Julià de Lòria en Andorre, est un homme d'État andorran, chef du gouvernement d'Andorre (Cap de Govern) de 2005 à 2009.

## Biographie

### Études
Albert Pintat suit une éducation catholique. Il commence des études de sciences économiques à Barcelone, puis les poursuit à l'université de Fribourg en Suisse d'où il sort diplômé en 1967, Il passe ensuite un an à Oxford pour apprendre l'anglais, et revivent en Andorre en 1968.
Il appartient à une des familles actionnaires de la Crèdit Andorrà, une des institutions financières et bancaires les plus importantes d'Andorre.

### Carrière politique
De 1982 à 1983, il est cònsol menor (maire adjoint) de Sant Julià de Lòria, puis secrétaire personnel du chef du gouvernement Josep Pintat-Solans de 1984 à 1985,, avant de devenir ministre du Commerce extérieur.
En 1986, Pintat est élu conseiller général mais perd son poste en 1991. Pintat est nommé ambassadeur d'Andorre à Bruxelles auprès du Benelux, puis à partir de 1995, auprès de l'Union européenne. Il revient en 1997 en Andorre pour devenir ministre des Affaires étrangères jusqu'en 2001. Pintat retrouve ensuite les ambassades : Suisse, puis Royaume-Uni,. 

### 2005-2009: Chef du gouvernement
Après la victoire en demi-teinte du Parti libéral d'Andorre (Partit Liberal d'Andorra) aux législatives du 24 mai 2005, Pintat est nommé le 27 mai au poste de chef du gouvernement par le Conseil général des Vallées (Consell General de les Valls),.
Son mandat est marqué par la mise en place du programme de réformes économiques Andorre 2020 qui vise à libéraliser l'économie du pays.
Dès juin 2005, il démarre l'intégration dans son pays des mesures fiscales européenness. Il met en place les couloirs de bus pour décongestionner les transports en commun, et les parkings publics sont modernisés pour réduire la pollution. Il coordonne avec la Catalogne le développement de l'aéroport Andorre–La Seu d'Urgell pour améliorer la desserte sur Andorre.
En 2007, face au réchauffement climatique, le gouvernement andorran anticipe une perte du tourisme lié au ski, qui représente 80 % de son PIB. Albert Pintat propose alors l'introduction de la première taxe de l'histoire du pays, une taxe écologique de 13 % appliquée aux entreprises, alors que le maintien d'un État sans taxe faisait partie de ses promesses électorales de 2005. Une loi limitant les investissements étrangers a également été abolie la même année pour libéraliser l'économie d'Andorre,.
Toujours en 2007, il réduit son cabinet de 11 à 9 ministres. Il se dit fermement opposé à l'adhésion d'Andorre à l'Union européenne, mais signe une union douanière avec cette dernière pour lutter contre la fraude sur la TVA. Il souhaite gommer le statut de paradis fiscal attribué par les autorités fiscales françaises. Début 2009, il réaffirme son intention de faire sortir son pays des listes des paradis fiscaux,.
Il ne se représente pas aux élections législatives de 2009 qui aboutissent à la lourde défaite de son parti face au Parti social-démocrate.

### Depuis 2009
En 2015, Albert Pintat critique le gouvernement d'Andorre à la suite de la sanction infligée par l'autorité américaine FinCEN pour ne pas avoir traité certaines irrégularités financières.